# Cara Valentina
Cara Valentina è un brano musicale di Max Gazzè e Francesco Gazzè, pubblicato nel 1997 come singolo che anticipa la messa in commercio del secondo album del cantautore romano, La favola di Adamo ed Eva.
Il disco è confezionato in formato Digipak e la copertina ha le sembianze di una busta affrancata (il francobollo riproduce il volto di Gazzè), mentre all'interno il testo del brano è riprodotto come fosse una lettera.
Il video del brano è stato diretto dal regista italiano Paolo Scarfò. Nel video appaiono anche il cantante Daniele Silvestri, Federico Zampaglione.
La canzone è stata presentata a Sanremo Giovani 1997, ma non ha permesso all'interprete di venire ammesso alla successiva edizione del Festival di Sanremo.

## Tracce
1. Cara Valentina
2. Sono pazzo di te
3. Quel che fa paura (live)